# Hlîneanka, Baranivka
Hlîneanka (în ucraineană Глинянка) este un sat în comuna Dubrivka din raionul Baranivka, regiunea Jîtomîr, Ucraina.

## Demografie
Componența lingvistică a localității Hlîneanka
     Ucraineană (97,17%)
     Rusă (2,36%)
Conform recensământului din 2001, majoritatea populației localității Hlîneanka era vorbitoare de ucraineană (97,17%), existând în minoritate și vorbitori de rusă (2,36%).